# Ophiosema
Ophiosema is een geslacht van vlinders van de familie visstaartjes (Nolidae).

## Soorten
- O. jansei Romieux, 1943
- O. viettei (Berio, 1956)